# Orion va răsări
Orion va răsări (titlu original Orion Shall Rise) este un roman science fiction scris de Poul Anderson, a cărui acțiune se întâmplă după un război devastator care a împins înapoi nivelul tehnologic al omenirii. A fost publicat în 1983; traducerea română a apărut în 1999. Titlu cărții vine de la Proiectul Orion, pe care una dintre națiuni încearcă să îl readucă la viață. 

## Cadru
Orion va răsări conține una dintre ele mai complexe și complete descrieri ale modului în care va arăta în viitor fața lumii, precum și a personajelor care trăiesc în acest cadru. . Principalele patru societăți ale acestei lumi, asupra cărora se concentrează și acțiunea cărții, sunt:
- Uniunea de Nord-Vest - o societate tehnologică bazată pe clanuri, situată în nord-vestul Americii de Nord
- Cele Cinci Națiuni ale mongilor - o societate feudală din centrul Americii de Nord, în care o elită descinsă din invadatori ruși, chinezi și mongoli conduce șerbii descendenți ai cetățenilor americani
- Federația Maurai - o societate ecotopică din Pacific, condusă de Maurai din N'Zealann.
- Ostrovul Ceresc - o societate europeană bazată pe clase localizată în Franța, Alpi și Țările de Jos, condusă de un aerostat dirijabil care datează dinainte de război.

## Rezumat
După ce armele nucleare au devastat Pământul, doar Ostrovul Ceresc, aerostatul propulsat cu energie solară care plutește deasupra Europei, mai deține înalta tehnologie. Autoritatea sa începe să pălească odată cu lovitura de stat pusă la cale de o facțiune religioasă.
Un tânăr nobil scapă de pe Ostrov și ajunge pe sol, unde se alătură unui grup din Uniunea de Nord-Vest preocupat să reinstaureze puterea atomului în scopuri pașnice. Tehnologia, scoasă în afara legii de secole, ar urma să permită recâștigarea moștenirii pierdute a călătoriei spațiale.
Încercărilor Uniunii de Nord-Vest li se opune Imperiul Maurai, care proslăvește atotputernicia naturii. Romanul urmărește personajele care încearcă să aplaneze conflictele dintre națiuni.